# Gunther Hirschfelder
Gunther Hirschfelder (* 14. Mai 1961 in Gummersbach) ist ein deutscher Kulturanthropologe und Volkskundler.

## Leben und Wirken
Gunther Hirschfelder studierte an der Universität Bonn von 1980 bis 1982 Agrarwissenschaften und anschließend bis 1988 Rheinische Landesgeschichte, Volkskunde, Politikwissenschaft und Geschichtswissenschaft. Anschließend studierte er mit einem Promotionsstipendium der Friedrich-Ebert-Stiftung an der Universität Trier und wurde 1992 mit der von Franz Irsigler betreuten Arbeit Die Kölner Handelsbeziehungen im Spätmittelalter unter besonderer Berücksichtigung der räumlichen Aspekte zum Dr. phil. promoviert.  
1993 bis 1994 nahm er mit einem Postdoktorandenstipendium am Graduiertenkolleg „Europa in vergleichender historischer Perspektive“ der Universität Trier teil und hatte anschließend bis 1994 einen Lehrauftrag am Volkskundlichen Seminar der Universität Bonn. Von 1995 bis 1999 war er Wissenschaftlicher Mitarbeiter am Institut für geschichtliche Landeskunde der Rheinlande der Universität Bonn. 2000 habilitierte er sich mit der Arbeit Alkoholkonsum am Beginn des Industriezeitalters (1700–1850) und wurde zum Privatdozenten ernannt.
Von 1999 bis 2000 hatte er eine Lehrstuhlvertretung an der Universität Mainz, 2001 einen Lehrauftrag am Seminar für Europäische Ethnologie/Volkskunde an der Universität Münster und von 2002 bis 2010 eine Lehrstuhlvertretung an der Universität Bonn. Seit 2010 ist er Professor für Vergleichende Kulturwissenschaft an der Universität Regensburg.
Gunther Hirschfelder ist Dozent der Deutschen Akademie für Kulinaristik, Vertrauensdozent der Friedrich-Ebert-Stiftung, Mitglied im Bergischen Geschichtsverein und in der Deutschen Gesellschaft für Volkskunde.
Gunther Hirschfelder begleitet Wissensformate in Fernseh- und Hörfunk-Beiträgen.

## Auszeichnungen
- 1999: Forschungsstipendium des Albert-Steeger-Preises

## Schriften
- Die Kölner Handelsbeziehungen im Spätmittelalter  unter besonderer Berücksichtigung der räumlichen Aspekte. Dissertation. Universität Trier 1992. Kölnisches Stadtmuseum, Köln 1994, ISBN 3-927396-58-3. (Fachbesprechungen: Stuart Jenks in: Historische Zeitschrift 263, 1996, S. 765–766; Joachim Deeters in: Hansische Geschichtsblätter 115, 1997, S. 221–222 (online))
- Kölner Fernhandel im Spätmittelalter (= Geschichtlicher Atlas der Rheinlande. Beiheft 7). Habelt, Bonn 1996, ISBN 3-7927-1584-8.
- Alkoholkonsum am Beginn des Industriezeitalters (1700–1850). Habilitationsschrift. Universität Bonn. Böhlau, Köln/Weimar/Wien 2000, ISBN 3-412-15301-X.
- mit Dorothea Schell, Adelheid Schrutka-Rechtenstamm (Hrsg.): Kulturen – Sprachen – Übergänge. Festschrift für Heinrich Leonhard Cox zum 65. Geburtstag. Böhlau, Köln/Weimar/Wien 2000, ISBN 3-412-11999-7.
- Europäische Esskultur. Eine Geschichte der Ernährung von der Steinzeit bis heute. Campus, Frankfurt am Main 2001, ISBN 3-593-36815-3. Studienausgabe: 2005, ISBN 3-593-37937-6 (Rezension von Gisa Funck, FAZ, 25. Juni 2002).
  - Chinesische Ausgabe: Guilin 2006, ISBN 7-5633-6136-7.
- mit Birgit Huber (Hrsg.): Die Virtualisierung der Arbeit. Campus, Frankfurt am Main 2004, ISBN 3-593-37501-X.
- mit Angelika Ploeger (Hrsg.): Purer Genuss? Wasser als Getränk, Ware und Kulturgut. Campus, Frankfurt am Main 2009, ISBN 978-3-593-39028-4.
- mit Barbara Wittmann (Hrsg.): Fremde Nähe. Migrantische Perspektiven auf Bayern. Waxmann, Münster/New York/München/Berlin 2009, ISBN 978-3-8309-2927-7.
- mit Angelika Ploeger, Gesa Schönberger (Hrsg.): Die Zukunft auf dem Tisch: Analysen, Trends und Perspektiven der Ernährung von morgen. VS, Wiesbaden 2011, ISBN 978-3-531-17643-7.
- Valentinstag: Event und Brauch an der europäischen Peripherie zwischen Tradition und politischem Bekenntnis. In: Heidrun Alzheimer (Hrsg.): In Europa: Kulturelle Netzwerke – lokal, regional, global. Festschrift für Bärbel Kerkhoff-Hader zum 70. Geburtstag (= Veröffentlichungen zur Volkskunde und Kulturgeschichte. Band 104). Bamberg 2012, DNB 1022114867, S. 80–103.
- mit Manuel Trummer: Essen und Trinken. In: Europäische Geschichte Online. 2013 (online).
- Was der Mensch essen darf. Ökonomischer Zwang, ökologisches Gewissen und globale Konflikte. VS, Wiesbaden 2015 (gemeinsam mit Angelika Ploeger, Jana Rückert-John und Gesa Schönberger), ISBN 978-3-658-01465-0.
- Fremde Nähe. Migrantische Perspektiven auf Bayern (Regensburger Schriften zur Volkskunde/Vergleichenden Kulturwissenschaft, Bd. 24). Waxmann, Münster u. a. 2013 (gemeinsam mit Barbara Wittmann). ISBN 978-3-8309-2927-7.
- mit Manuel Trummer: Bier. Eine Geschichte von der Steinzeit bis heute. Theiss, Stuttgart 2016, ISBN 978-3-8062-3270-7.
- mit Antonia Reck, Markus Schreckhaas, Jana Stöxen (Hrsg.): FoodGuide Jüdische Küche. Geschichten – Menschen – Orte – Trends. Hentrich & Hentrich, Berlin/Leipzig 2022, ISBN 978-3-95565-511-2.
- (Hrsg.): Wer bestimmt, was wir essen? Ernährung zwischen Tradition und Utopie, Markt und Moral. Reihe Perspektiven auf Gesellschaft und Politik. Kohlhammer, Stuttgart 2022, ISBN 978-3-17-041674-1.

## Medien
- Was ist kulinarische Intelligenz? Von der Ernährung zum Genuss. nachtstudio. Gäste: Jürgen Dollase, Gunther Hirschfelder und Thomas A. Vilgis. 11./12. März 2007[3]
- Deutschland – Wie wir leben. 3 Teile. Terra X. 22. Juni 2013.
- Vegetarisch leben – weit mehr als nur ein Fleischverzicht? Planet Wissen. 7. September 2015.
- Essen verändert die Welt. 3 Teile. Interaktion (BR-alpha). 16. Januar 2014.
- Klima macht Geschichte. 2 Folgen. Terra X. 11. Januar 2015, 18. Januar 2015.
- Wie gut ist die deutsche Küche? ZDFzeit. Mit Nelson Müller. 24. Februar 2015.